# Beersel (bier)
Beersel is een Belgisch bier.
Het bier wordt gebrouwen door De Proefbrouwerij te Lochristi in opdracht van Geuzestekerij 3 Fonteinen te Beersel.
Er zijn 4 varianten:
- Beersel Blond is een blond bier van hoge gisting met een alcoholpercentage van 7%.[1]
- Beersel Lager is een pils met nagisting op de fles. Het bier heeft een alcoholpercentage van 5,2%.[2]
- Beersel Bio is een blond biologisch bier van hoge gisting met een alcoholpercentage van 7%.[3]
- Beersel Tarwe is een witbier van hoge gisting met nagisting op de fles en een alcoholpercentage van 6%.[4]